# Layertechnik
Layertechnik ist ein im Bereich des computer-aided design (CAD) verbreiteter Begriff für ein Verfahren zur Strukturierung innerhalb von Zeichnungsdateien. 
Zeichnungen werden hierbei in mehreren Ebenen (englisch „Layer“ oder „Level“) aufgebaut. Diese Ebenen enthalten beispielsweise die Kontur von Objekten, Schraffuren oder Bemaßungen. 
Durch das einfach zu handhabende Aus- und Einblenden der einzelnen Layer kann die grafische Darstellung auf den Verwendungszweck der Zeichnung zugeschnitten werden. 
In vielen CAD-Programmen ist die Layertechnik zudem die einzige Möglichkeit, eine Eigenschaft, zum Beispiel eine Farbe, einer vordefinierten Gruppe von Objekten zuzuweisen. 